# Irinea Buendía
Irinea Buendía Cortés (Tenextepango, Morelos) es activista y defensora de los derechos humanos. Su búsqueda de justicia por el feminicidio de su hija Mariana Lima Buendía sentó las bases sobre cómo deben investigarse las muertes violentas de mujeres en México logrando el primer pronunciamiento de la Suprema Corte de Justicia de la Nación de México por feminicidio, la Sentencia Mariana Lima Buendía. En 2018 ganó el XXVI Premio Nacional de Derechos Humanos Sergio Méndez Arceo.

## Activismo
Irinea Buendía vivió su infancia en Tenextepango, Estado de Morelos, y al terminar la secundaria se fue a estudiar a Cuernavaca para formarse como profesora de educación básica. No concluyó sus estudios técnicos, ya que durante ese periodo su hermana enfermó y decidió regresar a su hogar para apoyar a su familia y cuidar a su hermana. Así fue como llegó a Nezahualcóyotl para que su hermana fuera atendida en un hospital. Lugar que se vio forzado a dejar tras  entrar en el programa de protección de testigos de la Secretaría de Gobernación, para radicar en la Ciudad de México.
Es madre de tres hijas, una de ellas Mariana Lima, víctima de feminicidio por Julio César Hernández Ballina quien fuera su pareja. Aunque, la entonces Procuraduría General de Justicia del Estado de México determinó que se trataba de un suicidio y cerró el caso, Irinea no desistió, pasó por una veintena de ministerios públicos, tres fiscales, procuradores estatales y convenció a todos para que, en 2015, la Suprema Corte de Justicia de la Nación reordenará, en una sentencia histórica, reabrir el caso e investigarlo como feminicidio. Esta, es la primera sentencia de este Tribunal relacionado con feminicidio.
Otra de sus hijas, Guadalupe, también ha sido víctima de violencia, al sufrir un atentado el 20 de enero de 2020 en Iztapalapa, Ciudad de México, por dos sicarios que dispararon en contra del auto en el que viajaba. Se presume que la agresión está relacionada por ser testigo clave en el caso de feminicidio de su hermana Mariana Lima.
Para lograr la sentencia condenatoria, Irinea realizó, de manera autodidacta, una investigación para esclarecer los hechos. Se especializó en derecho y criminalística, con lo que desmintió el supuesto suicidio de Mariana. En 2016, Julio César fue aprehendido, pero hasta el 2021 y el cambio de ocho jueces en su caso, sigue sin haber una sentencia. En todo el proceso, Irinea y su familia han recibido amenazas y agresiones.
Irinea se ha convertido en defensora de los derechos de las mujeres y las niñas en México, y continúa acompañando a otras mujeres y madres que también buscan justicia.

## Caravana por la Justicia y la Justicia
Desde finales de 2022 Irinea Buendía y Lidia Florencio Guerrero ambas familiares de mujeres asesinadas en Chimalhuacán, decidieron emprender esta caravana para promover la Sentencia Mariana Lima Buendía.
Con el objetivo de promover un manual de procedimientos, que sea un parámetro a nivel nacional para juzgar con perspectiva de género todas las muertes violentas de mujeres.
La caravana partió del Estado de México, los lugares que han visitado son Chihuahua, Villa Hermosa, Chiapas, Tijuana, Tlaxcala, Guanajuato y Sonora, tiene como meta visitar las 32 entidades de México y sus fiscalías.

## Sentencia condenatoria
Después de 12 años del Feminicidio de Mariana Lima Buendía el Poder Judicial del Estado de México, el 13 de marzo de 2023 notificó la sentencia condenatoria de 70 años de prisión (pena máxima) dictada contra Julio César Hernández Ballinas, que era su pareja y policía ministerial de esa entidad.
Esta noticia se dio a conocer a través de las redes sociales del Observatorio Ciudadano Nacional del Feminicidio (OCNF) del que Irinea Buendía forma parte y llega en el marco de la Caravana por la Justicia y la Justicia que la madre de Mariana Lima realiza por todo México, para dar a conocer la sentencia que lleva el nombre de su hija.